# Pentathlon moderno ai Giochi della XXII Olimpiade

## Medagliere
| Posizione | Paese            | Oro | Argento | Bronzo | Totale |
| --------- | ---------------- | --- | ------- | ------ | ------ |
| 1         | Unione Sovietica | 2   | 0       | 1      | 3      |
| 2         | Ungheria         | 0   | 2       | 0      | 2      |
| 3         | Svezia           | 0   | 1       | 0      | 1      |
| Totale    | Totale           | 2   | 2       | 2      | 6      |

## Podi
| Evento                               | Oro                                                             | Perform. | Argento                                                   | Perform. | Bronzo                                                   | Perform. |
| Gara individuale maschile (dettagli) | Anatolij Starostin                                              | 5568     | Tamás Szombathelyi                                        | 5502     | Pavel Lednëv                                             | 5382     |
| Gara a squadre maschile (dettagli)   | Unione Sovietica Anatolij Starostin Pavel Lednëv Evgenij Lipeev | 16126    | Ungheria Tamás Szombathelyi Tibor Maracskó László Horváth | 15912    | Svezia Svante Rasmuson Lennart Pettersson George Horvath | 15845    |